# Zingiber pellitum
Zingiber pellitum är en enhjärtbladig växtart som beskrevs av François Gagnepain. Zingiber pellitum ingår i släktet Zingiber och familjen Zingiberaceae. Inga underarter finns listade i Catalogue of Life.